# Обстріли Старокостянтинова
Обстріли Старокостянтинова  розпочалися після початку вторгнення Росії в Україну. Основною ціллю окупантів був Старокостянтинівський військовий аеродром.

## Хронологія

### 2022
24 лютого, близько п'ятої години ранку, російські війська нанесли ракетний удар по Старокостянтинівському військовому аеродрому. Внаслідок ракетного обстрілу у громаді загорівся склад паливно-мастильних матеріалів військової частини. Наступного дня, 25 лютого, близько дев'ятої години вечора, окупанти завдали п'ять ударів крилатою ракетою «Калібр» по військовому аеродрому. Незначно було пошкоджено злітно-посадкову смугу, відбулось загорання трави.
5 березня, о 21:00, по аеродрому було нанесено 10 ударів з повітря, частково була пошкоджена його інфраструктура. В результаті атаки було поранено 3 військовослужбовця, один з них, внаслідок травм, загинув.
Обстріли, що мали місце вдень та пізно ввечері 29 березня, завдали набагато серйозніших збитків, ніж попередні. Внаслідок ракетного удару було знищено усі паливно-мастильні запаси на території аеродрому.
Пізно ввечері 11 квітня місто вчергове зазнало ракетної атаки росіян. Влучання відбулося в інфраструктурний об'єкт. Виникла пожежа, яку вчасно вдалося ліквідувати.

### 2023
О третій годині ночі 29 травня у Старокостянтинові пролунали потужні вибухи. Противник атакував військовий аеродром. Через російські удари сталася пожежа на складах паливно-мастильних матеріалів та зберігання бойових цінностей. Виведено з ладу п'ять літальних апаратів.
26 липня відбулась масована ракетна атака. Однією з пріоритетних цілей була авіабаза. ППО вдалось знищити 36 ракет ворога. Уламки деяких ракет впали на території приватного будинку у Старокостянтинівській громаді. Пошкоджено авто.
5 серпня близько 19 години ціллю ворога знову був аеродром. Спочатку були намагання завдати удари крилатими ракетами «Калібр», які були випущенні з акваторії Чорного моря, а потім ворог завдавав удари ракетами типу «Кинджал»,  наслідками атаки були вибиті вікна на території міського автовокзалу, також були пошкодженні цивільні об'єкти, зокрема деякі домівки містян. 
Близько першої години ночі 6 серпня ворог застосував ударні БпЛА «Shahed», ціль була незмінна, в той же час моніторингові групи почали повідомляти про загрозу пусків ракет стратегічною авіацією Ту-95МС.О 3:45 оголосили чергову повітряну тривогу, ракети летіли двома групами, перша тримала напрямок на пряму на попередню ціль, друга група мала за мету оминути ППО і перетнула повітряний простір низки областей, а саме Рівненську, Волинську, Львівську, Івано-Франківську, зробивши великий обліт ракети повернулись в повітряний простір Хмельницької області та з іншого боку намагались атакувати задані цілі. Внаслідок бомбардування ракета впала на території одного з підприємств, виникла пожежа на складі відходів кукурудзи. Займання ліквідували на площі 1400 м². Травмований працівник об'єкта. Під час ліквідування наслідків займання одному з працівників ДСНС стало погано, як виявиться пізніше працівники що протягом доби займались ліквідаціями пожеж спричиненими російськими атаками, не були забезпечені потрібним спорядженням а саме, не на всіх були протигази на момент гасіння пожежі. В наслідок отруєння чадним газом Сергій Лисюк потрапив у реанімацію. Медики намагались врятувати життя героя що приборкував полум'я, але не змогли. 
Сумарно в наслідок атаки 5-6 серпня сили ППО збили 13 крилатих ракет «Х-101/Х-555», 17 крилатих ракет «Калібр» та 27 БпЛА «Shahed».
У ніч з 31 жовтня на 1 листопада ворог запустив по Україні ударні безпілотники типу «Shahed». Вони були направлені на Захід країни, а саме на місто Старокостянтинів Хмельницької області. Перші вибухи пролунали близько четвертої ранку. 
Як повідомив перший заступник начальника Хмельницької ОВА Сергій Тюрін, ударні БпЛА «Shahed» були збиті Силами ППО, постраждалих не було.
Починаючи з жовтня 2023 року росіяни систематично, майже щоночі, намагаються нанести пошкодження старокостянтинівському аеродрому, використовуючи БпЛА «Shahed».

### 2024
В ніч на 30 травня 2024 року росіяни здійснили масовану атаку території аеродрому.
В ніч на 7 червня 2024 року росіяни здійснили масовану атаку на території аеродрому.
О дванадцятій годині 26 вересня 2024 року росіяни здійснили масову атаку на територію аеродрому.